# DCHS1
DCHS1‏ (Dachsous cadherin-related 1) هوَ بروتين يُشَفر بواسطة جين DCHS1 في الإنسان.